# James Moga
James Joseph Saeed Moga (Nimule, 14 giugno 1983) è un ex calciatore sudanese naturalizzato sudsudanese, di ruolo attaccante.

## Carriera

### Club
Cresciuto in patria all'Al-Hilal Omdurman, nel 2000 si trasferisce negli Emirati Arabi al Baniyas. Nel 2002, dopo una breve parentesi all'Al-Hilal Omdurman, torna al Baniyas. Nel 2004 passa all'Al-Ramms. Nel 2006 viene acquistato dall'Al-Merrikh. Nel 2009 si trasferisce al Muscat. Nel 2010 passa al Moktijoddha Dhaka. Nel 2011 gioca al Goa. Nel 2012 viene acquistato dal Pune. Nel 2013 passa all'East Bengal. Nel 2015, dopo una breve parentesi al Kator, si trasferisce al Mohammedan. Nel 2016 fa ritorno al Kator, per poi trasferirsi in Malaysia, al Rangdajied Utd, nel 2017.

### Nazionale
Ha militato nella nazionale sudanese dal 2000 al 2005. Ha collezionato in totale, con la nazionale sudanese, 14 presenze e 3 reti.
Nel luglio 2012 viene convocato nella nazionale sudsudanese per l'amichevole contro l'Uganda del 10 luglio, dove segna il gol del definitivo 2-2.

## Palmarès

### Club

#### Competizioni nazionali
- Coppa del Sudan: 4

Al-Hilal Omdurmam: 2000, 2002
Al-Merreikh: 2006, 2007

### Individuale
- Capocannoniere del campionato bengalese: 1

2010-2011 (19 gol)
- Capocannoniere dell'Independence Cup: 1

2011